# Sant Jeroni al desert (Leonardo da Vinci)
Sant Jeroni al desert (en italià, San Gerolamo) és una pintura realitzada al tremp i oli sobre taula, pel pintor renaixentista italià Leonardo da Vinci. Té unes mides de 103 centímetres d'alt i 75 cm d'amplada. Es conserva a la Pinacoteca Vaticana, dins dels Museus Vaticans de la Ciutat del Vaticà.
Va ser realitzat prop de l'any 1480. És un dels transcendentals encàrrecs que va rebre Leonardo als anys 1480, encara que mai no el va acabar, possiblement a causa de la seva marxa a Milà. Apareix a l'inventari de béns heretats per Salai. Va ser, posteriorment, propietat d'Angelika Kauffmann a Roma i del cardenal Fesch, qui va trobar la taula partida en dues, fent-se servir la part de dalt com a superfície de tamboret d'un sabater i la de sota com a cofre. L'obra va resultar molt feta malbé, part d'aquesta va ser usada aparentment com a taula abans de ser rescatada i, fins a cert punt, restaurada. Finalment, aquest Sant Jeroni va ser adquirit pel papa Pius IX el 1846-1857.
Tracta el tema de Sant Jeroni al desert. Encara que el quadre a penes està començat, se'n veu la composició al complet, la qual cosa és molt inusual. Jeroni, com si fos un penitent, ocupa el centre del quadre, col·locat en una lleugera diagonal i vist d'alguna manera des de dalt. La seva forma agenollada és trapezoïdal, amb un braç esquerre estirat cap a la vora exterior de la pintura i la mirada dirigida en direcció oposada. Aquesta actitud de sant Jeroni resulta molt dramàtica, i això ve fins i tot més ressaltat per l'expressió del rostre, que aconsegueix de transmetre al mateix temps el seu sofriment i la seva espiritualitat. Està copejant-se el pit. El cos i l'expressió facial, ossuts i inclinats, troben un proper parentiu amb l'escultura hel·lenística.
En primer pla, s'estén el seu símbol, un gran lleó el cos i cua del qual fan una doble espiral al llarg de la base de l'espai pictòric.
El sant es troba a l'entrada d'una fosca caverna. L'altre tret destacable és el paisatge esquemàtic de roques escarpades contra el qual es retalla la figura. A la seva dreta, hi ha roques, mentre que a l'esquerra es troba un paisatge caracteritzat per un conjunt de cims aguts, que tot just es perceben en la preparació verdosa de la taula. Aquest escenari tan abrupte aporta a la pintura emoció i un cert misteri.
L'únic vestigi de civilització que apareix en aquest lloc és una arquitectura clàssica, una església, dibuixada a la part superior dreta de la taula, entre les roques. L'arquitectura d'aquesta església ha estat comparada amb la façana de Santa Maria Novella, acabada per Alberti entre el 1458 i el 1478.
En el seu conjunt, ofereix un aspecte pràcticament monocrom. La claror de la figura del sant i del lleó perfilat al primer pla contrasta amb l'obscuritat del fons.
L'atrevit disseny d'aquesta composició, els elements del paisatge i el drama personal tornarien a aparèixer en la seva gran obra mestra inacabada, L'Adoració dels mags.